# Mandara-bjergene
Mandara-bjergene er en vulkansk bjergkæde, som strækker sig omkring 200 km, nær grænsen mellem Cameroun og Nigeria.
10°28′N 13°36′Ø / 10.47°N 13.6°Ø